# آباد، آذربایجان
آباد (به لاتین: Abad) در جمهوری آذربایجان با جمعیت ۱٬۷۱۶ نفر است که در شهرستان آق‌داش واقع شده‌است.